# Cantó d'Argenton-les-Vallées
El cantó d'Argenton-les-Vallées és un cantó francès del departament de Deux-Sèvres, situat al districte de Bressuire. Té 15 municipis i el cap és Argenton-les-Vallées.

## Municipis
- Argenton-l'Église
- Argenton-les-Vallées
- Bouillé-Loretz
- Bouillé-Saint-Paul
- Le Breuil-sous-Argenton
- Cersay
- La Coudre
- Étusson
- Genneton
- Massais
- Moutiers-sous-Argenton
- Saint-Aubin-du-Plain
- Saint-Maurice-la-Fougereuse
- Ulcot
- Voulmentin

## Història
| Data d'elecció                           | Identitat        | Partit              | Qualitat |
| ---------------------------------------- | ---------------- | ------------------- | -------- |
| 1951-19..                                | M. Monnier       | Divers droite       |          |
| 19..-1976                                | M. Garreau       | UDR                 |          |
| 1976-1994                                | Pierre Ganne     | CD, després UDF-CDS |          |
| 1994-2001                                | Dominique Paillé | UDF-CDS             |          |
| 2001-                                    | Robert Girault   | Divers droite       |          |
| les dades anteriors no són pas conegudes |                  |                     |          |
|                                          |                  |                     |          |

## Demografia
| A partir de 1990: Població sense dobles comptes |